# John A. M. Adair

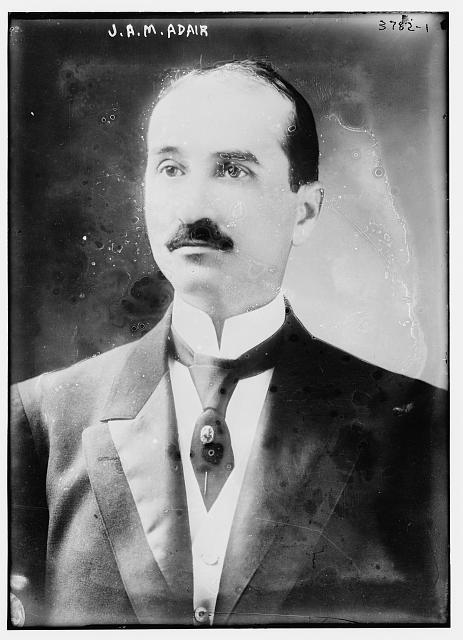
John A. M. Adair

John Alfred McDowell Adair (* 22. Dezember 1864 bei Portland, Jay County, Indiana; † 5. Oktober 1938 ebenda) war ein US-amerikanischer Politiker. Zwischen 1907 und 1917 vertrat er den Bundesstaat Indiana im US-Repräsentantenhaus.

## Werdegang
John Adair besuchte die öffentlichen Schulen seiner Heimat einschließlich der Portland High School. Anschließend arbeitete er für einige Zeit im Handel. Zwischen 1888 und 1890 war er bei der Stadt Portland angestellt. Anschließend arbeitete er bis 1895 für die Bezirksverwaltung des Jay County. Nach einem Jurastudium und seiner im Jahr 1895 erfolgten Zulassung als Rechtsanwalt begann er in Portland in diesem Beruf zu arbeiten. Gleichzeitig schlug er als Mitglied der Demokratischen Partei eine politische Laufbahn ein.
In den Jahren 1902 und 1903 war Adair Abgeordneter im Repräsentantenhaus von Indiana. 1904 wurde er Präsident der First National Bank of Portland. Bei den Kongresswahlen des Jahres 1906 wurde er im achten Wahlbezirk von Indiana in das US-Repräsentantenhaus in Washington, D.C. gewählt, wo er am 4. März 1907 die Nachfolge von George W. Cromer antrat. Nach vier Wiederwahlen konnte er bis zum 3. März 1917 fünf Legislaturperioden im Kongress absolvieren. Von 1913 bis 1917 war er Vorsitzender des Ausschusses zur Kontrolle der Ausgaben des Kriegsministeriums. Im Jahr 1913 wurden der 16. und der 17. Verfassungszusatz ratifiziert.
Im Jahr 1916 verzichtete John Adair auf eine weitere Kongresskandidatur. Stattdessen bewarb er sich um das Amt des Gouverneurs von Indiana, unterlag aber dem Republikaner James P. Goodrich. Nach seinem Ausscheiden aus dem US-Repräsentantenhaus arbeitete er zunächst wieder im Bankgewerbe. Im Jahr 1924 zog er in die Bundeshauptstadt Washington, wo er Vizepräsident der Firma Southern Dairies Inc. wurde. Diese Position füllte er bis 1931 aus. Zwischen 1933 und 1935 war er Vorstandsvorsitzender der Finance Service Co. in Baltimore. Anschließend war er bis 1937 Vizepräsident der Atlas Truck Corporation in Fairhaven (Massachusetts). Seit 1937 fungierte Adair als Direktor bei der Artloom Corporation in Philadelphia. Er starb am 5. Oktober 1938 in seiner Heimatstadt Portland, wo er auch beigesetzt wurde.